# Tzoumerka
Tzoumerka (griechisch Τζουμέρκα (n. pl.)), auch Athamanika (Αθαμανικά), ist ein in Nord-Süd-Richtung sich ausdehnendes Bergmassiv des südlichen Pindos-Gebirges in Griechenland. Das Bergmassiv ist südöstlich des Lakmos-Massivs gelegen und setzt dieses fort. Die Nord-Süd-Ausdehnung der Tzoumerka beträgt ca. 40 km, die Ost-West-Ausdehnung 15 bis 20 km. Der höchste Gipfel, der gelegentlich auch als eigenes Massiv aufgeführt wird, ist die Kakarditsa mit 2429 m höhe. Im Westen des Tzoumerka-Massivs fließt der Fluss Arachthos von Norden nach Süden zu seiner Mündung in den Ambrakischen Golf, im Osten fließt der Fluss Acheloos von Norden nach Süden zu seiner Mündung in das Ionische Meer. Somit stellt das Tzoumerka-Massiv die Wasserscheide zwischen diesen beiden großen Flüssen Griechenlands dar.
Tzoumerka heißt auch der Gemeindebezirk der Gemeinde Voria Tzoumerka mit Hauptsitz in Pramanda (Πράμαντα), zu dem u. a. die Dörfer Katarraktis (Καταρράκτης), Kalarryites (Καλαρρυτες) und Syrrako (Συρράκο) mit ihrer traditionellen Steinarchitektur gehören.

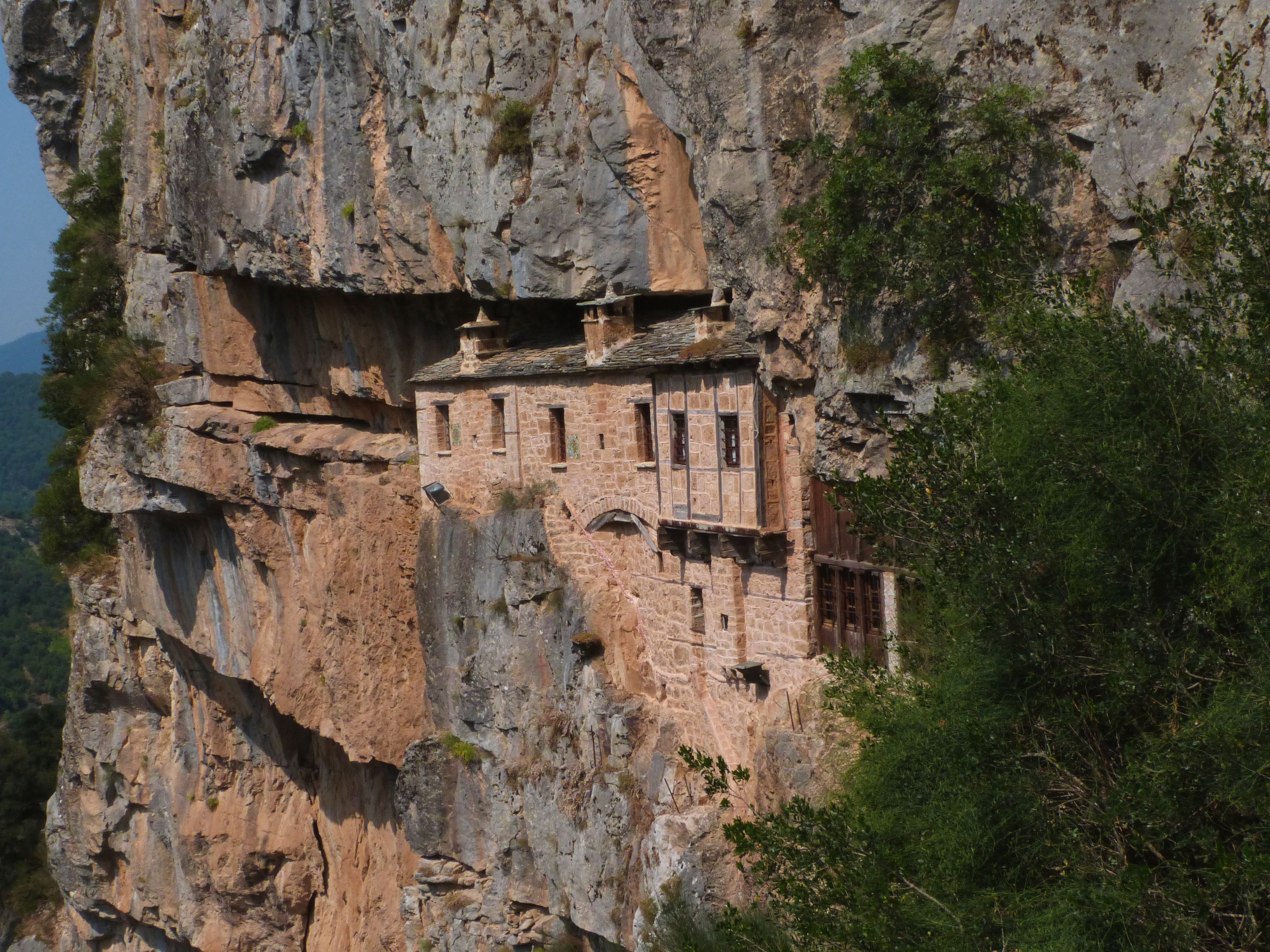
Felsenkloster Kipina/Tzoumerka

Hoch über dem Flüsschen Matsoukiotiko (Ματσουκιώτικο) thront das im Jahre 1212 von Mönchen gegründete und der Jungfrau Maria geweihte Kloster Kipina in den Felsen, das heute verlassen ist und besichtigt werden kann.

## Erschließung
Die tiefen Täler von Arachthos und Acheloos stellen topografische Barrieren dar, die eine verkehrliche Erschließung der Tzoumerka erschweren. Neben der Brücke von Plaka (Gefyra Plakas), die als Tor zur Tzoumerka aus dem Norden und Westen fungiert, kreuzen vier weitere Straßenbrücken den Arachthos. Im Osten führen Straßen aus der Thessalischen Ebene nach Tripotama und Mesochora. Die wenigen von Ost nach West querenden Straßen sind mit Ausnahme der am Südrand verlaufenden Verbindung Arta – Mesochora – Trikala im Winter nicht befahrbar. Besondere Bedeutung kommt der meist ab Mai geöffneten Asphaltstraße über den Barros-Pass zu. Sie verbindet das obere Acheloos-Tal mit Matsouki bzw. Kalarites.

## Tourismus
Die Berge der Tzoumerka haben eine gewisse Tradition als Wandergebiet, sind aber weit weniger frequentiert als die weiter nördlich liegende Vikos-Aoos-Region. Zeuge touristischer Aktivitäten sind die meist in kommunaler Verwaltung stehenden, „katafigio“ genannten Berghütten. Einige sind derzeit ungenutzt, andere bieten unter der Führung privater Pächter Dienstleistungen für Bergsportlern und Erholungssuchenden. Besonders in der westlichen Tzoumerka rund um Pramanda stehen Übernachtungsgästen zahlreiche Hotels zur Verfügung. In der Ortslage Frasta unweit der Plaka-Brücke hat ein Campingplatz ganzjährig geöffnet.
Das Potenzial für Wandertourismus ist groß. Mit dem Pkw befahrbare Schotterstraßen führen bis in höchste Regionen. Wanderwege sind zum Teil markiert. Landschaftlich besonders lohnend sind die auf alten Handelswegen verlaufende Verbindung der Dörfer Matsouki, Kalarrytes und Syrrako. Das kulturelle Erbe konzentriert sich um die drei ehemaligen Wirtschaftszentren. Die originale Bausubstanz von Kalarites und Sirako ist weitgehend erhalten bzw. wurde in den letzten Jahrzehnten restauriert.
Touristisch bedeutend ist das von mehreren Firmen angebotene Rafting auf dem Arachthos. Die Flüsse Arachthos, Kallaritikos und Acheloos sind im Frühjahr das Ziel von Wildwasserfahrern aus ganz Europa.
In den letzten Jahren finden außerdem Sportveranstaltungen statt, die Besucher aus ganz Griechenland und Europa verzeichnen. Im März 2016 fand erstmals das Ski and Climb Festival statt, im Rahmen des Trekking Athamanicus werden mehrtägige Wandertouren durch die Gipfelregion geführt, das Pindos Outdoor & Kayak Festival mit Basis am Arachthos richtet sich an Wildwassersportler, Bergwanderer und Mountainbiker.

## Natur und Naturschutz
Seit 2009 besteht der Nationalpark Tzoumerka, Peristeri und Archatos-Schlucht (Εθνικό Πάρκο Τζουμέρκων, Περιστερίου και Χαράδρας Αράχθου). Er liegt im Wesentlichen innerhalb der Grenzen der bereits früher ausgewiesenen  Important Bird Area (IRA) Tsoumerka und des Natura2000-Schutzgebietes Athamanikon-Gebirge und umfasst etwa  820 km². Die Parkverwaltung befindet sich Ioannina, wissenschaftlich begleitet wird die Entwicklung des Nationalparks von der Universität dieser Stadt. Außenstellen und Dokumentationszentren befinden sich in den größeren Ortschaften innerhalb des Parkes.